# Premio Tollens
Il premio Tollens (in olandese Tollensprijs), è un riconoscimento quinquennale nei Paesi Bassi per onorare cinque eminenti letterati. Il premio viene concesso per un complesso di opere che, secondo la giuria, nei cinque anni precedenti hanno dimostrato di avere un elevato valore letterario.
Il premio, fondato nel 1902, è denominato Tollensprijs dal 1925, in memoria del poeta olandese Hendrik Tollens.

## Vincitori
- 2022 - Ellen Deckwitz[1]
- 2015 - Hans Dorrestijn
- 2010 - Paulien Cornelisse
- 2005 - Jules Deelder
- 2000 - Heinz Hermann Polzer (Drs. P)
- 1992 - Marten Toonder
- 1988 - Koos Schuur
- 1983 - Belcampo
- 1978 - Michel van der Plas
- 1973 - Anton Koolhaas
- 1968 - F.C. Terborgh
- 1963 - Ina Boudier-Bakker
- 1958 - Maria Dermoût
- 1953 - Bertus Aafjes
- 1948 - H.W.J.M. Keuls
- 1943 - J.W.F. Werumeus Buning
- 1938 - Herman de Man
- 1933 - Arthur van Schendel
- 1928 - R. van Genderen Stort
- 1923 - Louis Couperus
- 1918 - Willem Kloos
- 1918 - Jacobus van Looy
- 1913 - P.C. Boutens
- 1913 - Lodewijk van Deyssel
- 1908 - Carel Scharten e Margo Scharten-Antink
- 1903 - G. van Hulzen